# الثورة الأرجنتينية
الثورة الأرجنتينية كان الاسم الذي أطلقه زعماء الثورة على الانقلاب العسكري الذي أطاح بحكومة الأرجنتين في يونيو 1966، ثم شرع بفترة من الديكتاتورية العسكرية للمجلس العسكري استمرت منذ ذلك الحين وحتى عام 1973.

## ثورة الأرجنتين و«الدولة الاستبدادية-البيروقراطية»
أصبح اللواء خوان كارلوس أونجانيا الرئيس الفعلي للأرجنتين نتيجة لانقلاب يونيو 1966، وكان ذلك بدعم من العديد من قادة الاتحاد العام للعمل، بمن فيهم الأمين العام أوغستو فاندور. أُتبع ذلك بسلسلة رؤساء معينين من قبل الجيش وبتنفيذ سياسات اقتصادية ليبرالية جديدة بدعم من الشركات متعددة الجنسيات واتحادات أصحاب العمل والحركة العمالية الفاسدة إلى حد ما بالإضافة إلى الصحافة.
في حين كانت الانقلابات العسكرية السابقة تهدف إلى إنشاء مجالس عسكرية انتقالية مؤقتة، هدفت ثورة الأرجنتين بزعامة أونجانيا إلى إقامة نظام سياسي واجتماعي جديد يعارض الديمقراطية الليبرالية والشيوعية كليهما، مانحةً بذلك القوات المسلحة الأرجنتينية دورًا قياديًا في السياسة والاقتصاد. أطلق عالم السياسة غويلرمو أودونيل على هذا النوع من النظم اسم «الدولة الاستبدادية-البيروقراطية» مشيرًا إلى ثورة الأرجنتين والنظام العسكري البرازيلي 1964-1985 ونظام الحكم لأوغستو بينوشيه (الذي بدأ في عام 1973).

## حكم أونجانيا (1966-1970)
طبّق أونجانيا سياسات نقابوية، وجربها في قرطبة تحت حكم كارلوس خوسيه كاباييرو. أصدر وزير الاقتصاد الجديد أدلبرت كريجر فاسينا مرسومًا بتجميد الأجور وتخفيض قيمة العملة بنسبة 40%، ما تسبب في إضعاف الاقتصاد -لاسيما في القطاع الزراعي- وتفضيل رأس المال الأجنبي. منع فاسينا المفاوضات العمالية المشتركة وأعاد تشكيل «قانون الهيدروكربونات» الذي وضع احتكارًا جزئيًا لشركة الطاقة الأرجنتينية المعروفة بالواي بي إف، وأصدر قانونًا يسهل إخلاء المستأجرين بسبب امتناعهم عن دفع إيجارهم المنزلي. وأخيرًا، عُلِّق الحق في الإضراب (القانون رقم 1636)، ومُررت العديد من القوانين الأخرى التي سارت في اتجاه رجعي لتعكس تشريعات العمل التقدمية السابقة (مثل تقليل سن التقاعد، إلخ).
انقسمت الحركة العمالية بين المخربين، الذين دعموا «البيرونية دون بيرون» (صرّح زعيم الاتحاد العام للعمل أوغستو فاندور بأنه: «لإنقاذ بيرون، يجب على المرء أن يكون ضد بيرون») ودعوا إلى التفاوض مع المجلس العسكري، وبين «المشاركين» تحت رئاسة خوسيه ألونسو، وأخيرًا البيرونيين الذين شكلوا اتحاد الأرجنتينيين العام للعمل (السي جي تي إيه) في عام 1968، والذين كانوا يعارضون أي نوع من المشاركة مع المجلس العسكري. كان بيرون حذرًا في معارضته للنظام بطريقة مبهمة، رافضًا أيًا من التأييد أو المواجهة المفتوحة.

### السياسات الثقافية والتعليمية
أنهى أونجانيا استقلال الجامعات، والذي تحقق من خلال الإصلاح الجامعي لعام 1918.
كان مسؤولاً عن لا نوتش دي لاس باستونيس لارجوس (ليلة الهراوات الطويلة) في يوليو 1966 حين انتُهكت استقلالية الجامعات، وفي تلك الليلة، أمر أونجانيا الشرطة باجتياح كلية العلوم في جامعة بوينس آيرس حيث ضربوا واعتقلوا الأساتذة والطلاب. أدى القمع الجامعي إلى نفي 301 من أساتذة الجامعات، وكان من بينهم مانويل سادوسكي وتوليو هالبرين دونغي وسيرجيو باجو وريزيري فرونديزي.
أمر أونجانيا أيضًا بكبت جميع أشكال «اللا أخلاقية»، وحظر التنانير القصيرة للفتيات، والشعر الطويل للشبان، وجميع الحركات الفنية الطليعية. عزلت الحملة الأخلاقية هذه الطبقات الوسطى التي كانت حاضرة بشكل هائل في الجامعات.

### تغيير اتجاه القوات المسلحة
عارض اللواء خوليو السوغاراي الرئيس أونجانيا وخرج عن طاعته في أواخر مايو عام 1968، ثم انتشرت شائعات حول انقلاب محتمل بقيادة السوغاراي. فصل أونجانيا قادة القوات المسلحة بنهاية الشهر: حل أليخاندرو لانوس محل خوليو السوغاراي، وحل بيدرو غنافي محل بينينو فاريلا، وحل خورخي مارتينيز زوفيريا محل أدولفو ألفاريز.

### زيادة الاحتجاجات
أثر حدثان مهمان على البيرونية الثورية في 19 سبتمبر 1968 . أولهما كان وفاة جون ويليام كوك لأسباب طبيعية، وهو أيديولوجي لليسار البيروني وصديق لفيدل كاسترو، وكان النائب الشخصي السابق لبيرون. أما ثانيهما فحدث في نفس يوم وفاة جون كوك، إذ قُبض على مجموعة مكونة من 13 رجلًا وامرأة تهدف إلى تأسيس فوكو في محافظة توكومان سعيًا لقيادة المقاومة ضد المجلس العسكري، كان أحد هولاء الرجال إنفر أل كدر، أحد قادة الشباب البيروني حينئذ.
ترأس اتحاد الأرجنتينيين العام للعمل (بقيادة رايموندو اونجارو) حركات الاحتجاج في عام 1969، وعلى وجه الخصوص الانتفاضة المدنية في مدينة قرطبة والتي سُميت بالكوردوبازو، وكذلك الحركات الأخرى في سان ميغيل دي توكومان إلى جانب سانتا في وروساريو (احتجاج الروساريازو). بينما تمكن بيرون من عقد مصالحة مع أوغستو فاندور، اتبع نصيحة نائبه خورخي بالادينو حول اتباع مسار حذرٍ للغاية في معارضته للمجلس العسكري، منتقدًا السياسات الليبرالية الجديدة للحكم العسكري باعتدال ومنتظرًا في نفس الوقت نشوب الاستياء داخل الحكومة (قال بيرون: «عليك بالانتظار حتى يصفو الوضع» مشجعًا على الصبر). وهكذا، أجرى أونجانيا مقابلة مع 46 نائبًا من الاتحاد العام للعمل، ومن بينهم فاندور، والذين وافقوا على «المشاركة» مع المجلس العسكري، متوحدين بذلك مع تيار الرأي الجديد برئاسة خوسيه ألونسو وروجيليو كوريا.
سار أكثر من 20 من القساوسة الذين كانوا أعضاء في حركة القساوسة من أجل العالم الثالث بمسيرة في كاسا روسادا في ديسمبر 1969؛ لتقديم التماس إلى أونجانيا طالبين منه التخلي عن خطة القضاء على الفيلاز ميسيراز (أي مدن الصفيح في العشوائيات).
أصدر أعضاء حركة القساوسة من أجل العالم الثالث إعلانًا في نفس العام يدعم الحركات الثورية الاشتراكية، الأمر الذي قاد التسلسل الهرمي الكاثوليكي لحظر القساوسة من إصدار إعلانات سياسية أو اجتماعية. كان هذا القرار بصوت خوان كارلوس أرامبورو، رئيس الأساقفة المساعد بمدينة بوينس آيرس.

## حكم ليفينغستون (1970-1971)
استقال اللواء أونجانيا مجبرًا من المجلس العسكري كنتيجة للمعارضة المتزايدة وبالأخص بعد الكوردوبازو. تألف المجلس العسكري من قادة الجيش وقادة القوات البحرية والجوية. حل محل أونجانيا اللواء روبرتو مارسيلو ليفينغستون الذي امتنع عن الدعوة إلى انتخابات حرة، بل اتخذ قرارًا بتعميق الثورة الأرجنتينية. عبر ليفينغستون عن القطاع القومي التطوري للقوات المسلحة وكان مدعومًا بأكثر العناصر العسكرية عنادًا. عين الاقتصادي الراديكالي ألدو فيرير وزيرًا للاقتصاد.
أصدر تحالف من الأحزاب السياسية البيان المعروف باسم لا هورا ديل بويبلو (ساعة الشعب) والذي دعا إلى انتخابات حرة وديمقراطية تشمل الحزب القضائي. كنتيجة لهذا الضغط، أُبعِد ليفينغستون بانقلاب داخلي برئاسة رئيس أركان القوات المسلحة وأحد زعماء الثورة الأرجنتينية، اللواء أليخاندرو أغوستين لانوسيه.

## حكم لانوسيه (1971-1973)
تعين أليخاندرو لانوسيه في مارس 1971، وكان آخر الرؤساء العسكريين الفعليين لهذة الفترة. لم يحظ لانوسيه بشعبية، تمامًا مثل سابقيه. بدأت إدارته في بناء مشاريع البنية التحتية (الطرق والجسور، إلخ) اللازمة لتنمية البلد، ولم يستجب لأي من المطالب الشعبية المتعلقة بالسياسات الاجتماعية والاقتصادية.
حاول اللواء لانوسيه أن يستجيب لبيان ساعة الشعب بالدعوة إلى إجراء انتخابات ولكن مع استثناء البيرونيين منها في ما لُقب بغران أكويردو ناسيونال (الاتفاق الوطني الكبير). رشح أرتورو مور رويج (التابع للاتحاد المدني الراديكالي) وزيرًا للداخلية، وحظى أرتورو بدعم تحالف أحزاب ساعة الشعب للإشراف على الانتخابات المقبلة.
لم تحدث أي انتخابات منذ عام 1966، وبدأت الجماعات النضالية المسلحة في الظهور. شملت هذه المجموعات الجيش الثوري الشعبي (وهو الجناح المسلح للحزب الثوري العمالي)، ومجموعة المونتونيروس من البيرونيبن القوميين الكاثوليكيين، إضافة إلى القوات المسلحة الثورية.
حدثت محاولة هروب من السجن في أغسطس عام 1972 لعدة أعضاء ثوريين برئاسة ماريو روبرتو سانتوشو (التابع للحزب الثوري العمالي)، تمكن فرناندو فاكا نارفاجا وروبرتو كويتو وإنريكي غوريران ميرلو ودومينغو مينا من إكمال عملية الهروب، في حين أعيد القبض على 19 آخرين. استطاع ثلاثة من بين المقبوض عليهم النجاة، وقٌتل الـ16 الباقون الذين كانوا أعضاء في المونتونيروس والجيش الثوري الشعبي والقوات المسلحة الثورية فيما عُرف بمذبحة تريليو. وافق المجلس العسكري على القانون 19797 في الليلة نفسها من 22 أغسطس 1972، والذي نص على حظر أي معلومات متعلقة بالمنظمات العصابية المسلحة. أدت المذبحة إلى نشوب مظاهرات في مدن مختلفة.
رفع لانوس في النهاية الحظر عن الحزب القضائي، وبالرغم من ذلك، قرر الإبقاء على الحظر الخاص بخوان بيرون بزيادة عدد سنوات الإقامة المطلوبة للمرشحين الرئاسيين، وعليه استبعاد الرئيس الفعلي بيرون من الانتخابات نظرًا لأنه كان منفيًا منذ ثورة التحرير في عام 1955.